# Amebicida
Un amebicida (o amoebicida) es un agente utilizado en el tratamiento de las infecciones con amoebozoa, llamadas amebiasis. Entre estos agentes hay unos cuantos, relacionados con las infecciones que suelen tratar, a saber:
Aunque en ocasiones la Naegleria es considerada ameboide, a diferencia de la Acanthamoeba o Balamuthia, no está estrechamente relacionada con la Amoebozoa (está mucho más estrechamente relacionada con la Leishmania) y los agentes que se utilizan para tratar las infecciones por Naegleria se suelen aplicar por separado.

## Entamoeba
- El metronidazol, o un fármaco relacionado, como tinidazol, secnidazol u ornidazol, se utiliza para destruir las amebas que han invadido tejidos.
- Hay varios medicamentos disponibles para tratar infecciones intestinales, la más efectiva de las que se han probado es la paromomicina (también conocida como humatina).

Las infecciones por E. histolytica se producen tanto en la luz del intestino, como en el tejido del intestino y/o el hígado. Como resultado, se necesitan para tratar la infección, tanto medicamentos para los tejidos, como los que actúan dentro de la luz intestinal, uno para cada lugar. Generalmente se suministra primero metronidazol, seguido de paromomicina o diloxanida.
E. dispar no requiere tratamiento, pero muchos laboratorios (incluso en el mundo más desarrollado) no tienen las facilidades para distinguirlo de E. histolytica. 

### Amebicida para tejidos
El metronidazol, o un medicamento relacionado como el tinidazol, el secnidazol o el ornidazol, se utiliza para destruir las amebas que han invadido algún tejido. Estos medicamentos son rápidamente absorbidos por el torrente sanguíneo y transportados al lugar de la infección. Como se absorben rápidamente, al llegar al intestino, ya casi no quedan restos. 
Para la disentería amebiana se debe utilizar un paquete multifunción, empezando por:
- Metronidazol 500-750   mg tres veces al día durante 5-10 días
- El tinidazol 2 g una vez al día durante 3 días es una alternativa al metronidazol

Las dosis para los niños se calculan según el peso corporal y se debe consultar a un farmacéutico para obtener ayuda.

### Amebicidas luminales
Dado que la mayoría de las amebas permanecen en el intestino cuando se produce una invasión de tejidos, es importante deshacerse de estos o el paciente correrá el riesgo de desarrollar otro caso de enfermedad invasiva. Hay disponibles varios medicamentos para tratar infecciones intestinales, la más efectiva de las que se han probado es la paromomicina (también conocida como humatina); el yodoquinol (también conocido como yodoxin) se utiliza en EEUU; y el hurón de diloxanur (también conocido como furamida) se utiliza en otros países.
Aparte de los anteriores amebicidas para tejidos, hay que prescribir uno de los amebicidas lumenales como tratamiento complementario, simultánea o secuencialmente, para destruir E. histolytica en el colon:
- Paromomicina 500 mg tres veces al día durante 10 días
- yodoquinol 650 mg tres veces al día durante 20 días

Las dosis para los niños se calculan según el peso corporal y se debe consultar a un farmacéutico para obtener ayuda.

### Abscesos amébicos del hígado
Para abscesos hepáticos amébicos: 
- Metronidazol 400 mg tres veces al día durante 10 días
- El tinidazol 2 g una vez al día durante 6 días es una alternativa al metronidazol
- Furo de diloxanur 500 mg tres veces al día durante 10 días (o uno de los otros amebicidas lumenales anteriores) siempre se debe dar después

Las dosis para los niños se calculan según el peso corporal y se debe consultar a un farmacéutico para obtener ayuda.

## Acanthamoeba
El isetionato de propamidina ha sido utilizado en el tratamiento de la infección con Acanthamoeba.

## Tratamiento mediante medicamentos de la tradición
Los residentes de las islas Nicobar han atestiguado las propiedades medicinales que se encuentran en el Glochidion calocarpum, una planta endémica de la India, refrendando que su corteza y semilla son muy eficaces para curar trastornos abdominales asociados a la amebiasis.